# Władysław Klimowicz

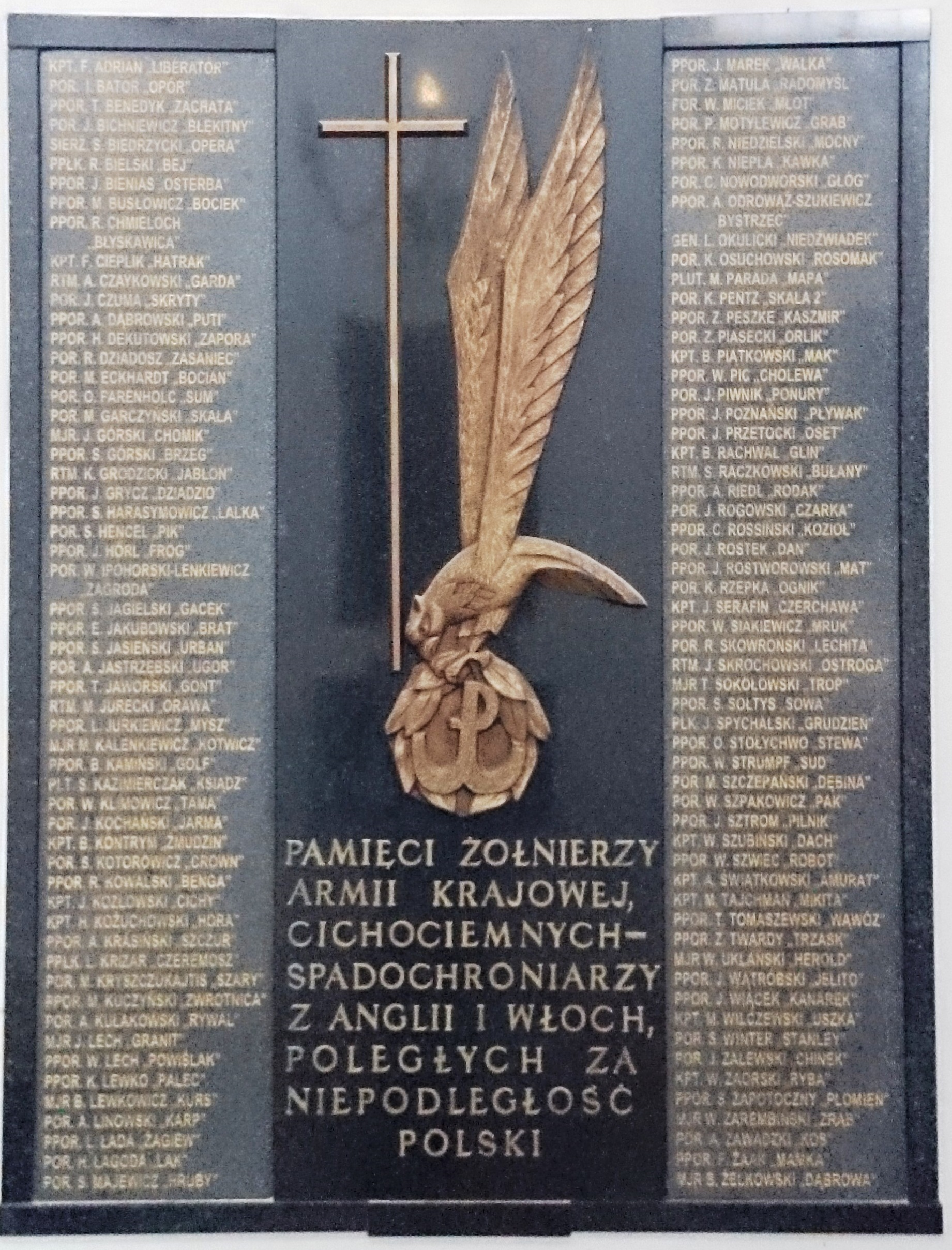
Tablica w kościele św. Jacka w Warszawie, upamiętniająca poległych cichociemnych, w tym Władysława Klimowicza

Władysław Tadeusz Klimowicz ps. Tama (ur. 3 lipca 1910 we Lwowie, zm. w styczniu 1943 w Warszawie) – porucznik saperów Polskich Sił Zbrojnych i Armii Krajowej, cichociemny.

## Życiorys
Urodził się w rodzinie Karola, kapitana inżyniera Wojska Polskiego, i Serweryny Izabeli ze Skałkowskich .
Na stopień podporucznika został mianowany ze starszeństwem z 1 stycznia 1938 i 40. lokatą w korpusie oficerów rezerwy piechoty.
We wrześniu 1939 roku pełnił obowiązki komendanta Składnicy Saperskiej Nr 2 w Lublinie. 18 września przekroczył granicę polsko-rumuńską. Został internowany w Rumunii. W styczniu 1940 roku znalazł się we Francji, gdzie służył w kompanii szkolnej w Centrum Wyszkolenia Saperów. W czerwcu 1940 roku przedostał się do Wielkiej Brytanii, walczył w 1 samodzielnej kompanii saperów 1 Brygady Strzelców, następnie w 5 Brygadzie Kadrowej Strzelców, a od 1 października 1941 roku w 1 Samodzielnej Brygadzie Spadochronowej.
Zgłosił się do służby w kraju. Po przeszkoleniu w dywersji został zaprzysiężony 24 sierpnia 1942 roku w Oddziale VI Sztabu Naczelnego Wodza. Zrzutu dokonano w nocy z 1 na 2 października 1942 roku w ramach operacji „Shirt”, którą dowodził por. naw. Mariusz Wodzicki. Po skoku otrzymał przydział do Kedywu Okręgu Śląsk AK. W styczniu 1943 roku przed wyjazdem do Krakowa (miejsca działania komendy Okręgu Śląsk AK) został aresztowany przy ul. Zimorowicza w Warszawie. Otruł się w czasie śledztwa w siedzibie Gestapo przy Alei Szucha 25 w Warszawie.

## Odznaczenia
- Krzyż Walecznych – czterokrotnie.

## Upamiętnienie
W lewej nawie kościoła św. Jacka przy ul. Freta w Warszawie odsłonięto w 1980 roku tablicę Pamięci żołnierzy Armii Krajowej, cichociemnych – spadochroniarzy z Anglii i Włoch, poległych za niepodległość Polski. Wśród wymienionych 110 poległych cichociemnych jest Władysław Klimowicz.